# Ярославский завод дизельной аппаратуры
АО «Ярославский завод дизельной аппаратуры» (ЯЗДА) — машиностроительное предприятие в городе Ярославле. В 2006—2020 годах входило в состав «Группы ГАЗ».

## История
Строительство завода началось 5 февраля 1972 года для обеспечения Камского автозавода топливными насосами высокого давления. 3 января 1977 года был собран первый насос.
В 1988 году было создано объединение «Дизельаппаратура», в которое вошли Ярославский завод дизельной аппаратуры и Ярославский завод топливной аппаратуры, — с тех пор предприятия работают совместно. В 1980-е годы на ЯЗДА начат выпуск топливной аппаратуры для дизельных двигателей к автомобилям «Урал», «ЗИЛ», Львовского и Ликинского автобусных заводов.
В 1993 году ЯЗДА преобразован в акционерное общество открытого типа. В 2002 году он вошёл в состав холдинга «РусПромАвто». В мае 2004 года на ЯЗДА было размещено сборочное производство цеха завода топливной аппаратуры. С 2006 года АО «ЯЗДА» входит в состав дивизиона «Силовые агрегаты» «Группы ГАЗ».

## Продукция
Ярославский завод дизельной аппаратуры производит топливоподающую аппаратуру для автомобильных и тракторных дизельных двигателей. Сегодня завод выпускает топливные насосы высокого давления, форсунки и запасные части к ним для практически всех производителей дизельных двигателей в России и СНГ. Дизельные двигатели КамАЗа, Ярославского моторного завода, Минского моторного завода комплектуются топливной аппаратурой производства ЯЗДА.
Как сообщалось в 2022 году, на предприятии за 50 лет было выпущено более 7,5 млн насосов для различных видов дизельных двигателей. Среди покупателей продукции завода - «Автодизель», КАМАЗ и Тутаевский моторный завод.  Топливная аппаратура завода используется в двигателях грузовых автомобилей КАМАЗ, «Урал», а также комбайнов Ростсельмаш и автобусов ЛиАЗ.